# Jakim Gruevo
Jakim Gruevo (bulgariska: Яким Груево) är ett distrikt i Bulgarien.   Det ligger i kommunen Obsjtina Isperich och regionen Razgrad, i den nordöstra delen av landet, 300 km öster om huvudstaden Sofia.
Trakten runt Jakim Gruevo består till största delen av jordbruksmark. Runt Jakim Gruevo är det ganska tätbefolkat, med 65 invånare per kvadratkilometer.